# クイーンズカップ
クイーンズカップ（泰: ควีนสคัพ, 英: Queen's Cup）は、タイサッカー協会が主催するサッカーの親善カップ戦である。大会名はタイ王国の現王妃シリキットから名付けられた。国内クラブのほかに国外からの招待チームも加えて行われる。

## 歴代優勝クラブ
- 1970 :  バンコク・バンク、 ロイヤル・タイ・エアフォース（両チーム優勝）
- 1971 :  ブログ・プテラ
- 1972 :  ラジ・プラチャ
- 1973 :  ラジ・ヴィティ
- 1974 :  ロイヤル・タイ・エアフォース
- 1975 : 中止
- 1976 :  ヤンマーディーゼル
- 1977 :  漢陽大学校、 ポート・オーソリティ・オブ・タイランド（両チーム優勝）
- 1978 :  ポート・オーソリティ・オブ・タイランド
- 1979 :  ポート・オーソリティ・オブ・タイランド、 八一隊（両チーム優勝）
- 1980 :  ポート・オーソリティ・オブ・タイランド
- 1981 :  ラジ・プラチャ
- 1982 :  ロイヤル・タイ・エアフォース
- 1983 :  バンコク・バンク
- 1984 :  漢陽大学校
- 1985 : 中止
- 1986 :  上海FC
- 1987 :  ポート・オーソリティ・オブ・タイランド
- 1988 :  漢陽大学校
- 1989 :  漢陽大学校
- 1990 :  漢陽大学校
- 1991 :  漢陽大学校
- 1992 :  ガンバ大阪
- 1993 :  ポート・オーソリティ・オブ・タイランド
- 1994 :  タイ・ファーマーズ・バンク
- 1995 :  タイ・ファーマーズ・バンク
- 1996 :  タイ・ファーマーズ・バンク
- 1997 :  タイ・ファーマーズ・バンク
- 1998 : 中止
- 1999 :  漢陽大学校
- 2000 :  バンコク・バンク
- 2001 : 中止
- 2002 :  オーソットサパー
- 2003 :  オーソットサパー
- 2004 :  オーソットサパー
- 2005 : 中止
- 2006 :  ロイヤル・タイ・ネイヴィー
- 2007 : 中止
- 2008 : 中止
- 2009 :  ハレルヤ
- 2010 :  バンコク・グラスFC